# Лелап
Лелап или Лајлап (грч. Λαῖλαψ) је у грчкој митологији било име два пса.

## Етимологија
Ово име има значење „вихор“.

## Митологија
Један је био Прокридин пас, кога је добила или од краља Миноја, чија је љубавница била или од богиње Артемиде. Она га је дала Кефалу, који га је дао Амфитриону због посебне особине животиње да ниједан плен не може да му умакне. Амфитрион је морао да улови лисицу из Теумесе, па му је тај пас био зато потребан. Међутим, ова звер је такође имала особину да ниједан ловац не може да је стигне и трка се отегла унедоглед. Пресудио је Зевс, који је обе животиње претворио у стене или их је пренео у сазвежђе великог и малог пса, где су или заустављени или остављени да наставе своју трку заувек. Иначе тог пса је најпре Зевс и био послао као Европиног чувара на Криту. Могуће је да је овај пас био исти онај златни пас кога је Реја поставила да чува тада још малог Зевса. Тај пас је мењао исте власнике као и овај, али пре него што је постављен међу звезде, припадао је и Падареју. Родитељи у оба случаја нису наведени, мада се претпоставља да су златног пса направили Дактили по Рејиној жељи. О псу Лелапу је писало неколико аутора, међу којима Хигин, Паусанија и Овидије у „Метаморфозама“. Овај пас је био повод помирења Кефала и Прокриде, али и Артемидине љутње на њих двоје, због чега их је казнила.
Други је био један од Актеонових паса, а по наводима Овидија и Хигина.